# Louis-François Carlet de La Rozière
 (novembre 2017).
Si vous disposez d'ouvrages ou d'articles de référence ou si vous connaissez des sites web de qualité traitant du thème abordé ici, merci de compléter l'article en donnant les références utiles à sa vérifiabilité et en les liant à la section « Notes et références ».
Louis-François Carlet, chevalier, marquis de La Rozière, né au Pont-d’Arche, près Charleville, le 10 octobre 1733 et mort à Lisbonne le 7 avril 1808, est un militaire et agent secret français.

## Jeunesse: premiers pas militaires et études scientifiques
Issu d’une famille originaire du Piémont et établie depuis le XVe siècle en France, La Rozière commence très jeune une carrière des armes. 
En 1745, il s'engage volontairement dans le régiment de Conti-Infanterie, où servait son père, et fait ses premières armes en Italie. 
Lieutenant au régiment de Touraine-Infanterie, en 1746, il se trouve le 11 octobre de la même année à la bataille de Rocourt puis à celle de Lauffeld, ainsi qu’aux sièges de Bergen-op-Zoom et de Maastricht.
En 1750, il passe du régiment de Touraine aux écoles de mathématiques et de dessin établies à Paris et à Mézières et, en 1752, il suit La Caille aux Indes Orientales, en qualité d’ingénieur dans la brigade destinée pour les colonies.
De retour en Europe en 1756, il compose son premier ouvrage sur l’art militaire, ayant pour titre : Stratagèmes de guerre. Il est nommé cette même année aide-de-camp du comte de Revel et aide-maréchal général des logis de l’armée auxiliaire de France, destinée pour la Bohême.

## Participation à la Guerre de Sept Ans
Il commence en 1757 la guerre de Sept Ans dans l’armée de Westphalie et se trouve à la bataille de Rossbach, où il dirige une division d’artillerie. Le comte de Revel ayant été tué, La Rozière s’attache au corps d’armée du duc de Broglie. Il fait avec ce général et les maréchaux d’Estrées et Soubise toute la guerre de Sept ans. 
Il se trouve à la prise de Bremen, à la bataille de Sandershausen, où il est blessé et nommé capitaine de dragons, à celle de Lutterberg, à Bergen, en 1759, à la bataille de Minden, au passage de l’Hom et au combat de Korbach en 1760 et à la prise de Cassel en 1761.
Il est nommé lieutenant-colonel de dragons au régiment du Roi, et peu de temps après chevalier de l’ordre royal et militaire de Saint-Louis, à la suite de son brillant comportement lors de l’affaire du Frauenberg, où il est sur le point de faire prisonnier le prince Ferdinand de Brunswick : au moment où La Rozière va l’arrêter, son cheval s’abat, et il ne lui reste à la main que la housse du prince, qui ne doit son salut qu’à la vitesse de son cheval.
Il participe aux batailles de Grünberg, de Villinghausen, au passage du Weser. Un de ses plus beaux faits d’armes est l’assaut donné à la cascade de Cassel en 1761 qu’il enlève l’épée à la main et dont il fait la garnison prisonnière. Quelque temps après, il est lui-même fait prisonnier dans une reconnaissance, par les montagnards écossais dans la forêt de Sababord ; on le conduit au quartier général du roi de Prusse qui lui dit : « Je désirerais vous renvoyer à l’armée française, mais lorsqu’on a pris un officier aussi distingué que vous, on le garde le plus longtemps possible ; j’ai des raisons pour que vous ne soyez pas échangé dans les circonstances présentes ; ainsi vous resterez avec nous sur votre parole. » 

Il passe trois semaines au quartier-général du roi de Prusse, dont il reçoit des marques de bontés et particulièrement du prince Ferdinand de Brunswick, qui se rappelant l’attaque de Frauenberg, dit un jour en le montrant : « Voilà le Français qui m’a fait le plus de peur de ma vie. »
Après son échange, La Rozière rentre dans ses fonctions. La bataille de Wilhemsthall, le combat de Morschom, la retraite de la Hesse avec le maréchal d’Estrées, celle de Dilbenstadt où il charge vigoureusement l’avant-garde ennemie sont, ainsi que celle d’Amenebourg où il dirige l’affaire, après les blessures du marquis de Castries et du vicomte de Sarsfield, et jusqu’à l’arrivée du marquis de Ségur, autant d’époques qui rappellent son courage et son habileté.

## Missions diverses sur les côtes françaises et anglaises
La paix de 1763 ayant terminé la guerre de Sept Ans, La Rozière est employé dans le ministère secret du comte de Broglie qui fait grand cas de ses talents militaires et de ses qualités personnelles.
En 1765 et 1766, il passe en Angleterre, sur les ordres de Louis XV, pour reconnaître les côtes de ce royaume, pour le secret du roi, et s’acquitte de cette importante mission avec autant d’intelligence que de courage. 
Chargé de reconnaître toutes les côtes et ports de France, il présente un projet de défense pour le port de Rochefort et le pays d'Aunis qui est approuvé et exécuté. Il produisit aussi un plan de défense pour le port de Brest que le roi approuva et qui fut de suite mis à exécution. Les travaux proposés par La Rozière pour la sûreté de Saint-Malo, du Clos Poulet, de Lorient et de toute la côte de Bretagne ont également été approuvés et en partie exécutés.
En 1768, le gouvernement le charge de rédiger sur les dépêches des ministres et des généraux l’histoire des guerres de France sous les règnes de Louis XIII, Louis XIV de France et Louis XV.
La Rozière est chargé, en 1770, par le roi de rédiger un plan général de campagne contre l’Angleterre. Il est nommé, le 11 novembre de la même année, brigadier de dragons des armées du roi, commandant à Saint-Malo et, quelque temps après, maréchal général des logis d'une armée destinée à envahir Angleterre.
Le roi, en considération de quatre cents ans de services militaires les plus importants rendus à l’État par cette famille, et surtout de ceux de La Rozière, fait ériger la terre de Wagnon en marquisat de La Rozière par lettres patentes de 1780. En 1781, alors que la France soutient les colons américains dans leur guerre d'indépendance, il est nommé commandant du corps d’armée destiné à s’emparer des îles de Jersey et de Guernesey et est promu au grade de maréchal de camp.

## Émigration
Ayant émigré dès le mois de mai 1791 avec son fils aîné, capitaine de dragons, il est mis à la tête des bureaux de la guerre établis à Coblence par les princes frères du roi.
Il fait la campagne de 1792 en qualité de maréchal de camp et de maréchal général des logis de l’armée royale.
Il est ensuite nommé commandeur de l’ordre royal et militaire de Saint-Louis. En 1794, il passa d’Allemagne en Angleterre sur ordre du comte d’Artois, ordre adressé de Saint-Pétersbourg.
En 1795, il est employé comme quartier-maître général des émigrés et des troupes anglaises dans l’expédition des îles de Noirmoutier et d’Yeu. À son retour de cette expédition, La Rozière est sollicité par la Turquie pour entrer à son service avec de grands avantages, mais il préfère entrer à celui de la Russie avec le grade de général-major. 
Peu de temps après, par des arrangements particuliers, il passe au Portugal avec le grade de lieutenant-général et de quartier-maître général des armées portugaises, et il arrive à Lisbonne en 1797. En 1799, il est envoyé à Londres où il est mandé par le gouvernement anglais. Mais, en 1800, le prince régent de Portugal le rappela et lui donna en 1801 le commandement en chef de l’armée destinée à défendre le nord du Portugal. Les talents qu’il développe dans cette campagne lui valent la bienveillance du souverain qui, à son retour de l’armée, le fait commandeur de l’ordre royal et militaire du Christ, et le nomme, en 1802, inspecteur-général des frontières et des côtes du royaume.
Il a laissé un grand nombre d’ouvrages inédits, et de manuscrits très précieux parmi lesquels on distingue l’Histoire des guerres de France sous Louis XIII, Louis XIV et Louis XV. Sa Relation de la campagne des Prussiens en 1792, celle de 1801 en Portugal, plus des Devoirs du maréchal des logis de l’armée et de l’officier d’état-major, de l’Art d’asseoir les camps, de faire des reconnaissances, du choix des positions et de la marche des colonnes en campagne, etc. À cela s’ajoutent des reconnaissances générales et très étendues sur toutes les côtes et les frontières de France, et sur différentes parties de l’Angleterre, de l’Allemagne et de la Suisse, accompagnées de Plans et cartes, plus un travail considérable sur le Portugal, dirigé par lui seul. Celui sur l’Angleterre sous le ministère secret du comte de Broglie est immense.
La Rozière a aussi fourni 16 longs articles au Supplément à l'Encyclopédie et a travaillé à nombre d’ordonnances concernant le militaire. La Rozière avait épousé en 1769 mademoiselle Locquet de Granville dont il a eu plusieurs enfants, mais sa descendance est aujourd'hui éteinte en ligne masculine.

## Publications
- Les Stratagèmes de guerre, Paris, 1756 ;
- Campagne du maréchal de Créqui en Lorraine et en Alsace en 1677, Paris 1764 ;
- Campagne de Louis, prince de Condé en Flandres en 1674, Paris 1765 ;
- Campagne du maréchal de Villars et de Maximilien Emmanuel, électeur de Bavière en Allemagne en 1703, Paris 1766 ;
- Campagnes du duc de Rohan dans la Walteline en 1635, précédé d’un discours sur la guerre des montagnes, avec cartes ;
- Traité des armes en général, Paris 1764. Outre la carte de Hesse qu’il fit graver en 1761, on a encore de lui la carte des Pays-Bas catholiques et celle du combat de Senef.

## Sources
- Louis-Mayeul Chaudon, Dictionnaire universel, historique, critique et bibliographique, volume 15, Paris, 1811, p. 325.
- Nobiliaire universel de France, t. 2, Paris, Au Bureau du Nobiliaire universel de France, Librairie Bachelin-Deflorenne, 1872, p. 147-52.